# 교질

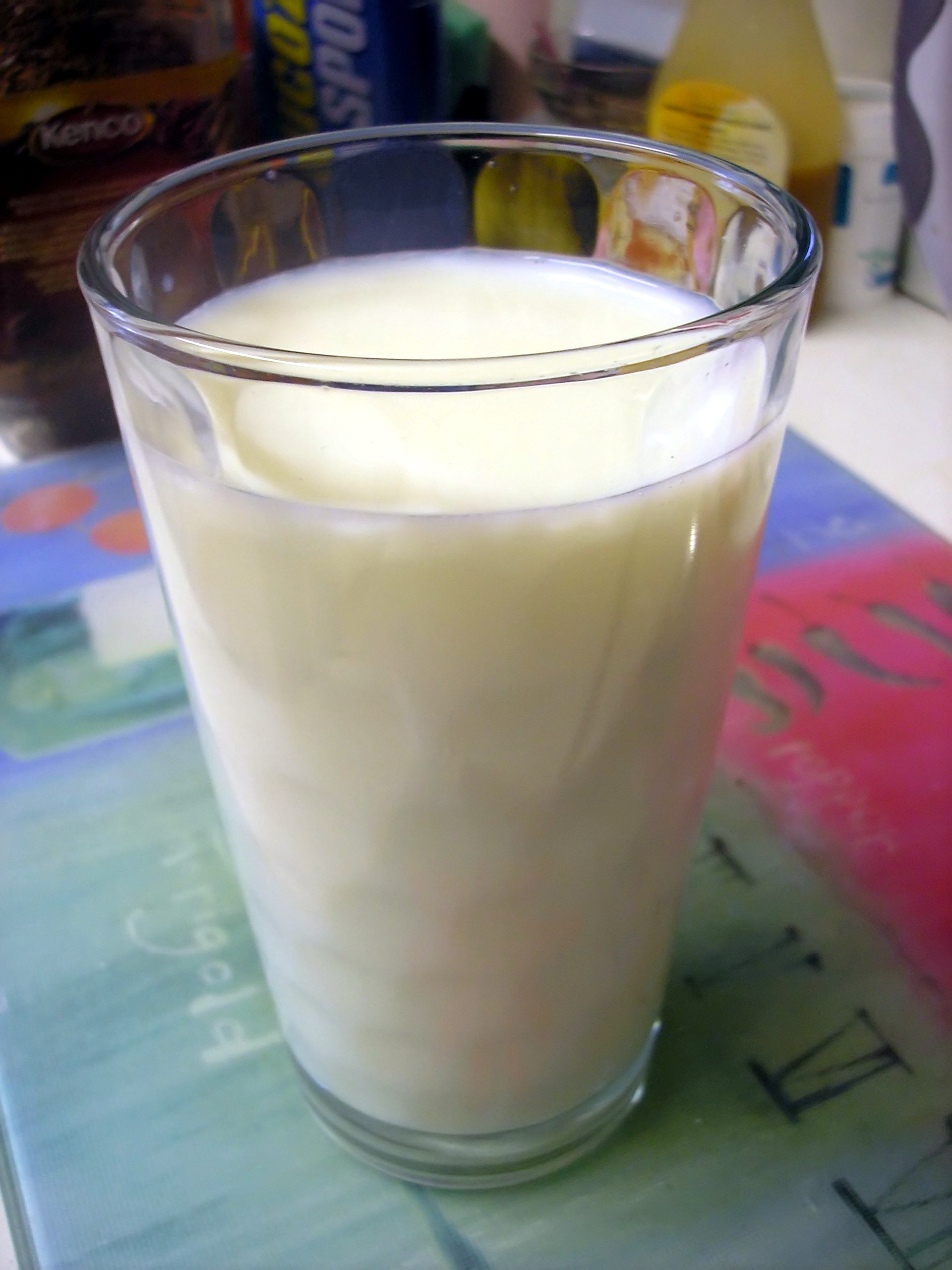
우유, 교질의 예.

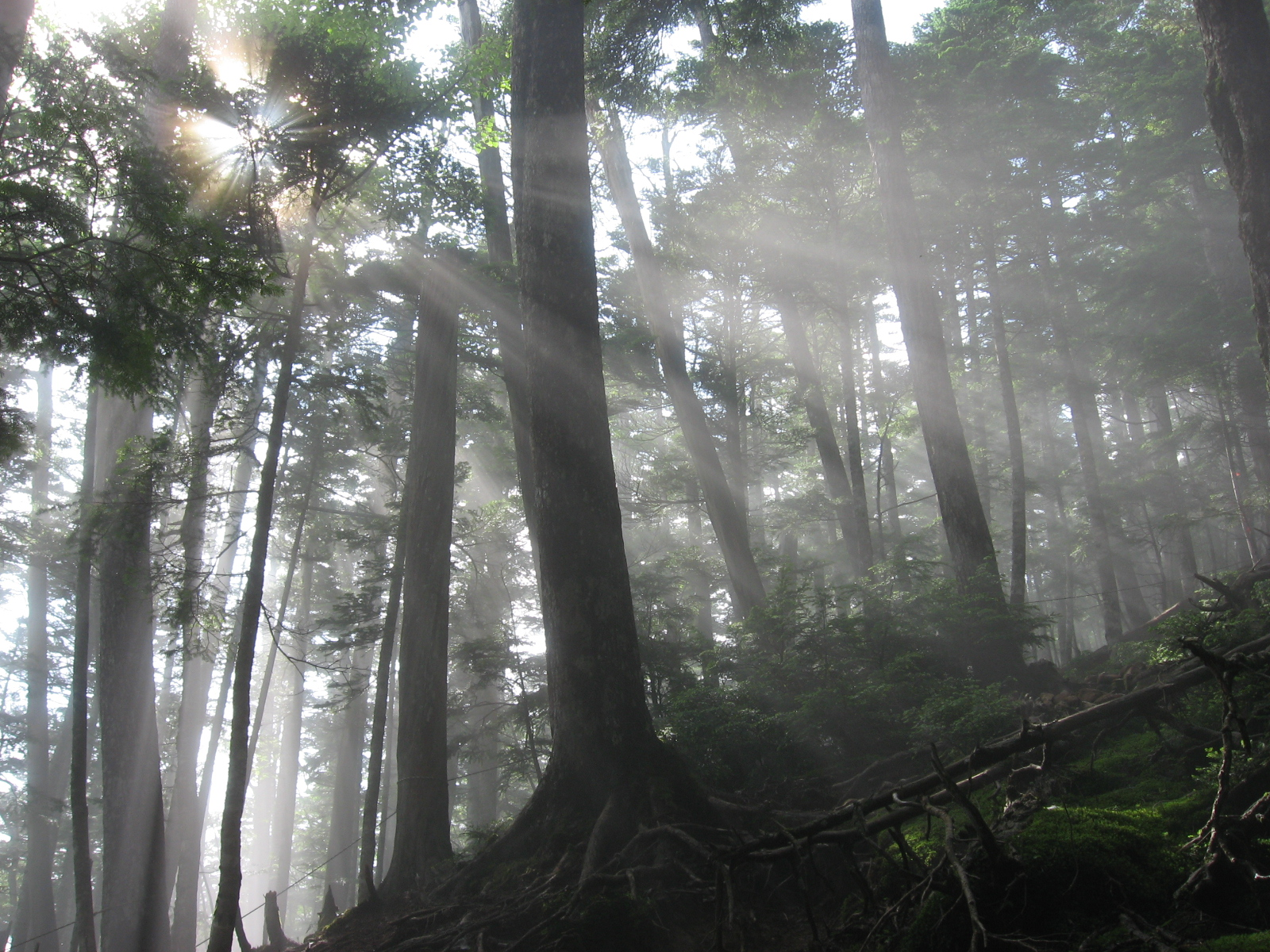
틴들 현상의 예. 교질(안개)에 의해 빛이 산란되었다.

콜로이드(colloid) 또는 교질(膠質)은 혼합물의 일종으로, 1 나노미터에서 1 마이크로미터 사이의 크기를 갖는 입자들로 구성된 것을 가리킨다. 용질이 용매에 완전히 녹아 있는 용액과는 달리, 교질은 입자가 균일하게 퍼져 '용매' 속에 떠 다니는 양상을 띤다. 다시 말해서, 입자가 충분히 작아 교질의 어느 부분을 취해도 같은 물리적 성질을 나타내지만, 또한 입자가 완전히 용해되지 않아서 빛을 산란시킬 수 있다.
모든 구성 입자의 크기가 1 나노미터보다 작아지면 균일 혼합물(용액)이 되며, 한 종류 이상의 구성 입자의 크기가 수십 마이크로미터 이상이 되면 일반적으로 불균일 혼합물로 분류된다. 교질은 균일 혼합물(용액)과 불균일 혼합물의 사이에 위치한다.
교질은 친수기가 있어 물과 잘 섞이는데, 수용액에 다량의 전해질이 있을시 이 전해질 이온이 물 분자를 빼앗기에 콜로이드가 뭉친다.
교질은 우유의 경우와 같이 두 가지 이상의 물질로 구성되어 있는 경우도 있고, 고무와 같이 한 가지의 물질만으로 구성되어 있는 경우도 있다.

## 분류
교질은 용매와 용질의 상태에 따라 다음과 같이 구분된다.
| 물질 / 물질의 상태        | 물질 / 물질의 상태 | 분산된 물질(분산질)              | 분산된 물질(분산질)                             | 분산된 물질(분산질)                  |
| ------------------------- | ------------------ | -------------------------------- | ----------------------------------------------- | ------------------------------------ |
| 물질 / 물질의 상태        | 물질 / 물질의 상태 | 기체                             | 액체                                            | 고체                                 |
| 분산시키는 매개체(분산매) | 기체               | 미상 (1번 각주 참조)             | 액체 연무질 예: 안개, 연무, 헤어스프레이        | 고체 연무질 예: 연기, 구름, 미세먼지 |
| 분산시키는 매개체(분산매) | 액체               | 거품 예: 생크림, 면도크림        | 유화액 예: 우유, 마요네즈, 핸드크림             | 졸 예: 잉크, 혈액                    |
| 분산시키는 매개체(분산매) | 고체               | 고체 거품 예: 에어로젤, 스티로폼 | 젤 예: 우뭇가사리, 젤라틴, 젤리, 실리카젤, 오팔 | 고체 졸 예: 루비, 유리               |

1. 비활성기체가 포함된 경우 서로 섞이지 않는 경우가 있다고 밝혀졌으나, 그렇다고 교질상태가 알려진 것은 아니다.

## 친수 교질
친수 교질은 단백질, 녹말, 한천과 같이 매우 큰 분자들을 포함하는 용액이다. 예를 들면 헤모글로빈과 같은 단백질은 수용액 상에서 물 분자와 상호 작용할 수 있는 친수성 부분이 분자 표면의 바깥 부분에 위치하여 마치 친수성 부분에 의해 싸여있는 것 같은 형태로 있다.
친수 교질은 물과의 친화력이 강하여 물 분자에 의해 수화된 상태로 안정하게 서로 분산되어 있을 수 있다.

## 소수 교질
소수 교질은 물과의 친화력이 약하여 마치 물에서 기름방울이 서로 합쳐져서 물의 표면에 기름막을 형성하듯이 콜로이드 입자들끼리 함께 모여 덩어리를 형성할 수 있다. 그러나 이러한 입자들은 입자의 표면에 같은 전하를 띤 이온들을 흡착함으로써 안정해질 수 있다. 소수 교질 표면에 흡착된 이온들이 물과 상호 작용을 하여 콜로이드를 안정하게 만들며, 동일한 이온들 사이의 정전기적 반발력이 콜로이드 입자가 큰 덩어리를 형성하여 가라앉는 것을 막는다.

## 교질의 성질
교질의 성질로는 틴들 현상, 브라운 운동, 투석, 흡착 등과 같이 콜로이드 입자의 크기 때문에 나타나는 현상과 전기 이동, 엉김과 염석 등과 같이 콜로이드 입자가 전하를 띄고 있기 때문에 나타나는 현상으로 나눌 수 있다.

### 틴들 현상
틴들 현상(Tyndall phenomenon)이란 투명 물질 가운데 많은 미립자가 분산하고 있는 경우에 투사된 광선이 사방으로 산란되어 광선의 통로가 흐리게 보이는 현상을 말한다.

### 브라운 운동
분산매 입자가 교질 입자에 충돌하여 교질 입자가 계속해서 불규칙하게 운동하는 현상이다.
브라운 운동에 의한 물체의 움직임을 표류(漂流)라고 한다.

### 흡착
표면적이 큰 교질 입자의 표면에 다른 입자가 달라붙은 현상을 흡착이라고 한다. 활성탄과 실리카겔을 사용하는 경우에 흡착 현상의 원리가 이용된다.

### 투석
반투막을 이용하여 교질 입자와 섞여 있는 작은 용질 분자나 이온을 분리해서 교질을 정제하는 방법이다. 교질과 전해질의 혼합액을 투석막에 넣고 맑은 물이나 수용액에 담가두면 전해질만 물 쪽으로 빠져 나오고 투석막 속의 교질 입자들은 그대로 남게 된다.

### 전기 이동
교질 입자는 전하를 띠고 있으므로 전류를 흘려주면 대전된 교질 입자가 어느 한 쪽의 전극으로 이동한다. 이러한 현상을 전기 이동이라고 하며, 공장의 굴뚝에 설치하여 매연을 제거하는 장치인 코트렐 집진기에 이러한 원리가 이용되고 있다.

### 엉김
소수 교질에 소량의 전해질을 가할 때 교질 입자들이 반대 전하의 이온에 의해 전하를 잃고 뭉쳐서 앙금이 형성되는 현상을 엉김이라고 한다. 엉김 효과는 전하량이 큰 이온일수록 커진다.

### 염석
친수 교질에 소량의 전해질을 넣으면 응집이 일어나지 않지만 다량의 전해질을 넣으면 앙금이 생성된다. 이러한 현상을 염석이라고 하며, 비누를 만들 때 다량의 염화 소듐을 가하여 비누를 분리하거나 두부를 만들 때 간수를 넣어 단백질을 엉기게 하는 경우에서 예를 찾아볼 수 있다.

### 콜로이드 입자(반발의 원인)[6]

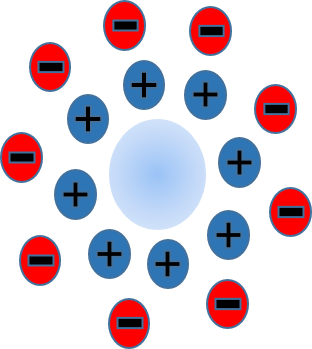
외각층이 - 전하로만 이루어져 있다.

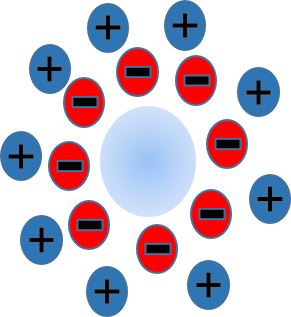
외각층이 + 전하로만 이루어져 있다.

콜로이드 입자는 오른쪽과 같은 구조를 가진다.
전기적으로 중성이지만 외각의 음이온 층 때문에 반발하게 되는 것이다.

## 같이 보기
- 콜로이드 삼투압

## 참조 문헌
- 서울과학고 화학2 교과서